# Paillaco
Paillaco (eaux calmes en mapudungun) est une ville et une commune du Chili de la Province de Valdivia, elle-même située dans la Région des Fleuves. En 2012, la population de la commune s'élevait à 19 088 habitants. La superficie de la commune est de 896 km2 (densité de 21 hab./km²),.

## Situation
Le territoire de la commune de Paillaco se trouve dans la partie méridionale de la vallée centrale du Chili. L'est du territoire se trouve dans les collines de la Cordillère de la Côte. L'agglomération principale se trouve à l'intersection de la route panaméricaine , artère routière principale du Chili qu'elle parcourt du nord au sud, avec un axe routier ouest-est qui relie la capitale provinciale Valdivia avec la commune de Futruno située au bord du lac Renco. Enfin l'agglomération est traversée par la voie ferrée qui relie Santiago à Puerto Montt. La commune est située à 759 kilomètres à vol d'oiseau au sud de la capitale Santiago et à 42 kilomètres au sud-est de Valdivia capitale de la Région des Fleuves.

## Historique
La création de la première agglomération de la commune de Paillaco est étroitement liée à l'arrivée du chemin de fer en 1895. La construction de la ligne de chemin de fer qui traverse l'agglomération principale de la commune et relie la capitale Santiago à l'agglomération la plus méridionale desservie par ce mode de transport, Puerto Montt, est achevée en 1913. En 1934 Paillaco, qui faisait partie jusque-là de la commune de La Unión, acquiert le statut de commune.

Position de Paillaco (en rouge) au sein de la Région des Fleuves.